# 総合的社会調査
総合的社会調査（そうごうてきしゃかいちょうさ、General Social Survey (GSS)）は、アメリカ合衆国の居住者を対象として、人口統計学的特徴や、（社会的）意識についてのデータを収集する目的で執り行われている社会学的調査。この調査は、シカゴ大学の全国世論調査センター (National Opinion Research Center) が、無作為抽出された18歳以上の成人（各種施設に収容されている者を除く）を対象に、直接面接方式により実施されている。この調査は、1972年から1994年までは、（1979年、1981年、1992年を例外として）毎年実施されていた。1994年からは、隔年での実施となっている。この調査のための面接はには90分ほどを要する。2010年までに、通算28回の調査が実施されており、回答者の総数は55,087人、調査された変数は5,417件にのぼっている。
この調査によって収集されたデータには、人口統計学的情報に加え、政府支出から人種問題、神の存在やその性質にいたるまで、様々な論点についての回答者の見解が含まれている。この幅広くカバーされた主題の多様性と、人口統計学的情報の包括的な収集によって、この調査は、年齢、人種、ジェンダー、出身地の違い（都市/農村）といった人口統計学的要因が、決定因子としてどのように作用するのか、例えば、平均的中年黒人男性は、同様の立場にある白人男性に比べ、経済的な理由から米国内の他州へ転居しやすい（あるいは逆に、転居しにくい）といえるのかどうか、あるいは、高い教育を受けた農村出身者は、高校までの教育しか受けていない都市出身者に比べて、超越的存在としての神の存在を信じやすいといえるのかどうか、といった問題を社会科学者たちが検討することを可能にしている。
GSS の調査結果は、インターネットを介して関係諸機関に提供されており、社会学的調査において広く利用されている。データは、一般的な社会調査において統計分析に用いられる各種プログラム（SAS/SPSS/Stata）で用いるフォーマットで提供されている。
GSS は国民死亡記録 (National Death Index, NDI) とも接続されている。この無料で提供されているデータセットによって、研究者たちは、GGS に採用された変数と、人間の寿命との関係について分析することが可能になっている。例えば、幸福感と寿命の関係について検討することも可能になっている。